# Rhynchina cramboides
Rhynchina cramboides là một loài bướm đêm trong họ Erebidae.